# كارمونايتا
بلدية كارمونايتا (بالإسبانية: Carmonita)‏, هي إحدى بلديات مقاطعة بطليوس, التي تقع في منطقة إكستريمادورا, والتي تقع في غرب إسبانيا.
يبلغ عدد سكانها 639 نسمة وفقاً لإحصائية سنة (2002).